# 陸奥常盤郵便局
陸奥常盤郵便局（むつときわゆうびんきょく）は青森県南津軽郡藤崎町の旧常盤村域にある郵便局である。

## 概要
住所：〒038-1214 青森県南津軽郡藤崎町大字常盤字一西田3-12

## 沿革
- 1929年（昭和4年）4月1日 - 陸奥常盤郵便取扱所として開設[1]。
- 1931年（昭和6年）3月11日 - 三等局に昇格
- 1934年（昭和9年）1月16日 - 電話交換事務開始。この時点の加入者数は10名[1]。
- 1941年（昭和16年）2月1日 - 特定郵便局となる[1]。
- 1953年（昭和28年）3月1日 - 電信配達事務開始[1]。
- 1960年（昭和35年）3月26日 - 陸奥常盤郵便局簡易保険組合連合会結成[1]。
- 1973年（昭和48年）4月4日 - 電話交換業務を電電公社黒石電話局に移管し、自動化[1]。
- 2007年（平成19年）10月1日 - 民営化に伴い、併設された郵便事業弘前支店陸奥常盤集配センターに一部業務を移管。
- 2012年（平成24年）10月1日 - 日本郵便株式会社の発足に伴い、郵便事業弘前支店陸奥常盤集配センターを陸奥常盤郵便局に統合。
- 2017年（平成29年）3月7日 - 集配業務を廃止し、藤崎郵便局に移管。

## 取扱内容
- 郵便、印紙、ゆうパック、内容証明
- 貯金、為替、振替、振込、国債
- 生命保険、バイク自賠責保険[2]
- ゆうちょ銀行ATM

## 定休日
- 窓口 - 土日祝と年末年始
- ATM - 正月3が日

## 周辺
- JR奥羽本線北常盤駅

## アクセス
- JR奥羽本線北常盤駅から徒歩約1分。
- 駐車場あり：3台